# 宜章山矾
宜章山矾（学名：Symplocos yizhangensis），为山矾科山矾属下的一个植物种。